# Lạng Sơn (thành phố)
Lạng Sơn là thành phố tỉnh lỵ cũ của tỉnh Lạng Sơn, Việt Nam.

## Địa lý

### Vị trí địa lý
Thành phố Lạng Sơn nằm ở trung tâm tỉnh Lạng Sơn, cách trung tâm thủ đô Hà Nội 154 km về phía đông bắc, cách Cửa khẩu Hữu Nghị 15 km về phía đông nam, có vị trí địa lý:
- Phía đông và phía bắc giáp huyện Cao Lộc
- Phía nam giáp huyện Chi Lăng
- Phía tây giáp huyện Văn Quan.

Thành phố có địa giới hành chính gần như được bao quanh bởi huyện Cao Lộc. Ngoài ra, thành phố còn giáp với huyện Văn Quan qua một đoạn ranh giới ở phía tây và huyện Chi Lăng qua một đoạn ranh giới ở phía tây nam.
Các đô thị trung tâm được hình thành và phát triển trên cơ sở các đô thị trung tâm hiện hữu. Trong đó: Trung tâm cấp vùng Trung du và Miền núi Bắc Bộ gồm 2 thành phố Thái Nguyên, Việt Trì; trung tâm vùng liên tỉnh gồm 4 thành phố: Lào Cai, Lạng Sơn, Điện Biên Phủ, Sơn La; các thành phố cấp tỉnh gồm: Bắc Kạn, Cao Bằng, Lai Châu, Hà Giang, Yên Bái, Tuyên Quang, Bắc Giang, Hòa Bình và các thị trấn huyện lỵ, trung tâm chuyên ngành của tỉnh, trung tâm các cụm khu dân cư nông thôn.

### Diện tích, dân số

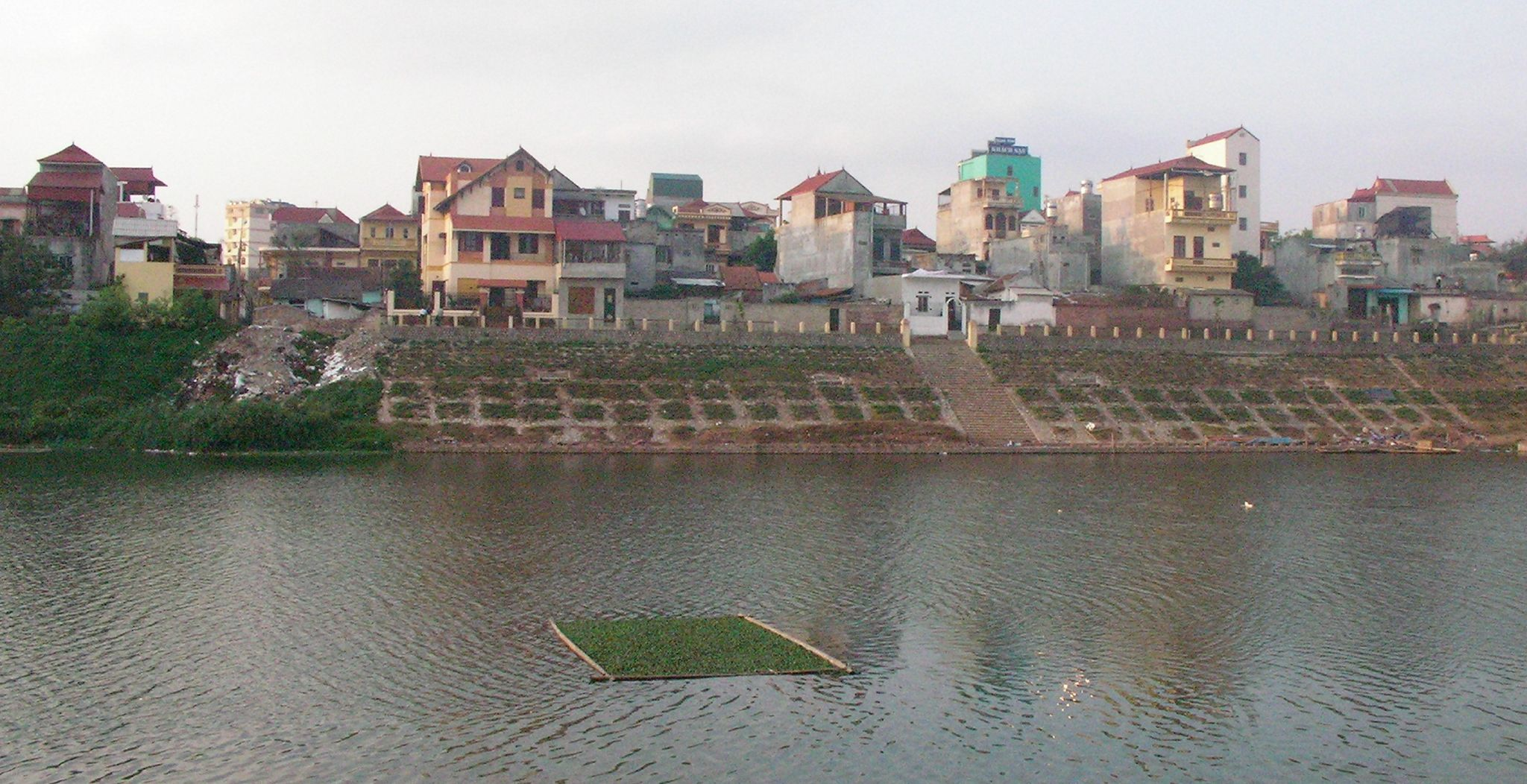
Sông Kỳ Cùng và tuyến phố nằm bên sông

Thành phố Lạng Sơn có diện tích 77,8 km², dân số năm 2019 là 103.284 người, với nhiều dân tộc khác nhau như: Kinh, Tày, Nùng, Hoa và các nhóm người Dao, Mường, Sán Dìu, Sán Chỉ,...

### Địa hình
Thành phố Lạng Sơn nằm giữa một lòng chảo lớn, có dòng sông Kỳ Cùng chảy qua trung tâm thành phố. Đây là một dòng sông chảy ngược, bắt nguồn từ huyện Đình Lập của Lạng Sơn và chảy theo hướng Nam - Bắc về khu tự trị Quảng Tây, Trung Quốc. Thành phố nằm trên nền đá cổ, có độ cao trung bình 250 m so với mực nước biển, gồm các kiểu địa hình: xâm thục bóc mòn, cacxtơ và đá vôi, tích tụ.

### Khí hậu
| Dữ liệu khí hậu của Lạng Sơn                                 | Dữ liệu khí hậu của Lạng Sơn | Dữ liệu khí hậu của Lạng Sơn | Dữ liệu khí hậu của Lạng Sơn | Dữ liệu khí hậu của Lạng Sơn | Dữ liệu khí hậu của Lạng Sơn | Dữ liệu khí hậu của Lạng Sơn | Dữ liệu khí hậu của Lạng Sơn | Dữ liệu khí hậu của Lạng Sơn | Dữ liệu khí hậu của Lạng Sơn | Dữ liệu khí hậu của Lạng Sơn | Dữ liệu khí hậu của Lạng Sơn | Dữ liệu khí hậu của Lạng Sơn | Dữ liệu khí hậu của Lạng Sơn |
| Tháng                                                        | 1                            | 2                            | 3                            | 4                            | 5                            | 6                            | 7                            | 8                            | 9                            | 10                           | 11                           | 12                           | Năm                          |
| ------------------------------------------------------------ | ---------------------------- | ---------------------------- | ---------------------------- | ---------------------------- | ---------------------------- | ---------------------------- | ---------------------------- | ---------------------------- | ---------------------------- | ---------------------------- | ---------------------------- | ---------------------------- | ---------------------------- |
| Cao kỉ lục °C (°F)                                           | 31.6 (88.9)                  | 36.4 (97.5)                  | 36.7 (98.1)                  | 38.6 (101.5)                 | 39.8 (103.6)                 | 38.8 (101.8)                 | 37.6 (99.7)                  | 37.7 (99.9)                  | 36.6 (97.9)                  | 35.2 (95.4)                  | 33.0 (91.4)                  | 32.2 (90.0)                  | 39.8 (103.6)                 |
| Trung bình ngày tối đa °C (°F)                               | 17.6 (63.7)                  | 18.3 (64.9)                  | 21.8 (71.2)                  | 26.3 (79.3)                  | 30.1 (86.2)                  | 31.3 (88.3)                  | 31.6 (88.9)                  | 31.2 (88.2)                  | 30.1 (86.2)                  | 27.2 (81.0)                  | 23.5 (74.3)                  | 20.0 (68.0)                  | 25.7 (78.3)                  |
| Trung bình ngày °C (°F)                                      | 13.1 (55.6)                  | 14.3 (57.7)                  | 17.9 (64.2)                  | 22.2 (72.0)                  | 25.5 (77.9)                  | 26.8 (80.2)                  | 27.2 (81.0)                  | 26.6 (79.9)                  | 25.2 (77.4)                  | 22.1 (71.8)                  | 18.2 (64.8)                  | 14.6 (58.3)                  | 21.1 (70.0)                  |
| Tối thiểu trung bình ngày °C (°F)                            | 10.1 (50.2)                  | 11.6 (52.9)                  | 15.2 (59.4)                  | 19.2 (66.6)                  | 22.0 (71.6)                  | 23.7 (74.7)                  | 24.0 (75.2)                  | 23.7 (74.7)                  | 22.0 (71.6)                  | 18.5 (65.3)                  | 14.6 (58.3)                  | 10.9 (51.6)                  | 17.9 (64.2)                  |
| Thấp kỉ lục °C (°F)                                          | −2.1 (28.2)                  | −1.7 (28.9)                  | 0.9 (33.6)                   | 6.2 (43.2)                   | 11.1 (52.0)                  | 15.1 (59.2)                  | 18.6 (65.5)                  | 17.0 (62.6)                  | 13.2 (55.8)                  | 7.1 (44.8)                   | 1.7 (35.1)                   | −1.5 (29.3)                  | −2.1 (28.2)                  |
| Lượng Giáng thủy trung bình mm (inches)                      | 31 (1.2)                     | 38 (1.5)                     | 49 (1.9)                     | 97 (3.8)                     | 167 (6.6)                    | 189 (7.4)                    | 229 (9.0)                    | 232 (9.1)                    | 130 (5.1)                    | 82 (3.2)                     | 36 (1.4)                     | 20 (0.8)                     | 1.301 (51.2)                 |
| Số ngày giáng thủy trung bình                                | 9.5                          | 10.4                         | 13.2                         | 13.1                         | 13.5                         | 15.4                         | 16.4                         | 17.0                         | 12.7                         | 9.4                          | 6.4                          | 5.6                          | 142.7                        |
| Độ ẩm tương đối trung bình (%)                               | 79.6                         | 82.3                         | 83.4                         | 82.8                         | 81.2                         | 82.8                         | 83.6                         | 85.4                         | 84.1                         | 81.3                         | 78.8                         | 77.3                         | 81.9                         |
| Số giờ nắng trung bình tháng                                 | 77                           | 58                           | 62                           | 96                           | 176                          | 162                          | 184                          | 174                          | 181                          | 161                          | 137                          | 121                          | 1.589                        |
| Nguồn: Vietnam Institute for Building Science and Technology |                              |                              |                              |                              |                              |                              |                              |                              |                              |                              |                              |                              |                              |

## Lịch sử

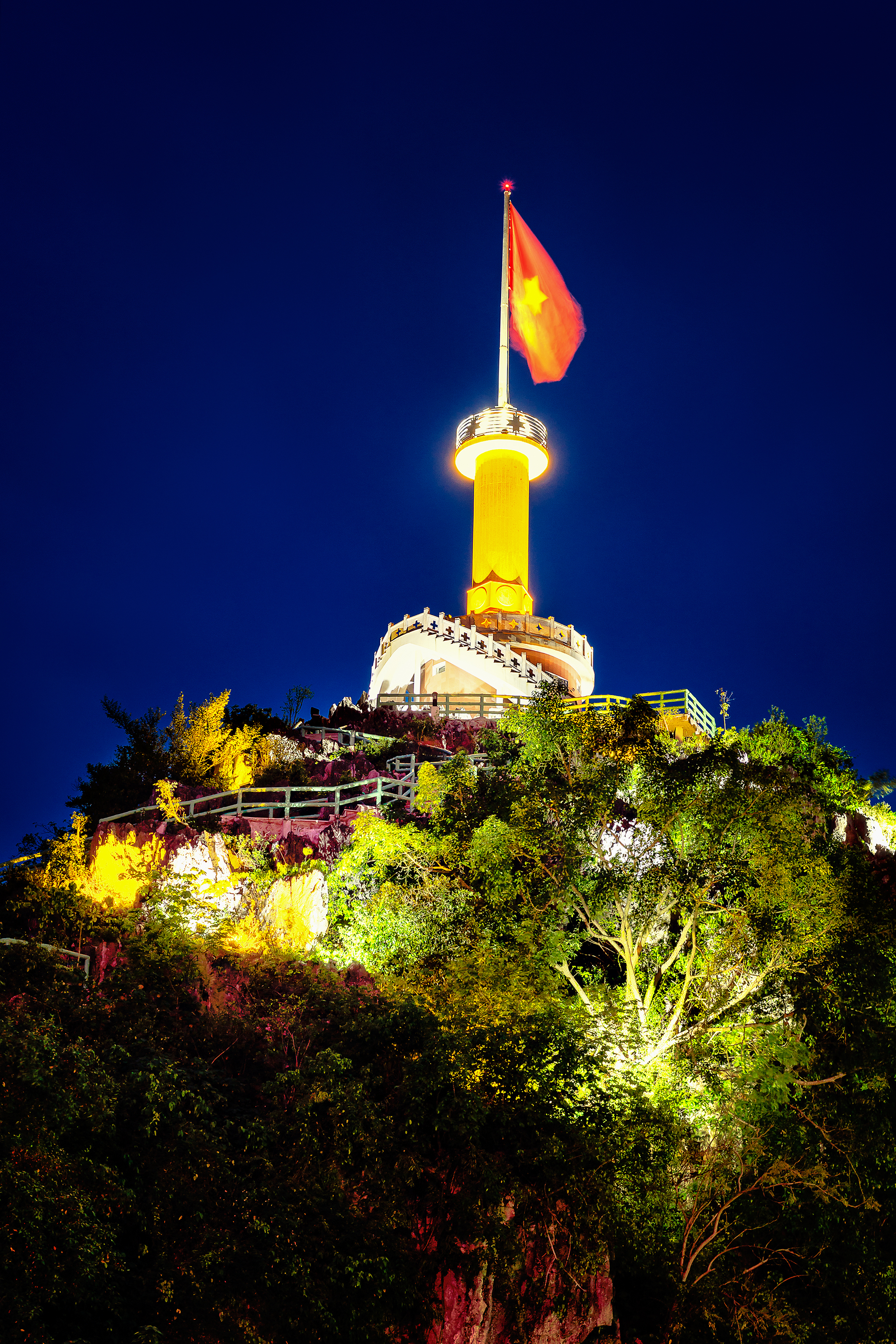
Cột cờ trên đỉnh núi Phai Vệ

Từ xưa, thành phố Lạng Sơn là trung tâm của một vùng đất biên giới, nằm trên con đường giao thông huyết mạch có từ rất lâu, nối liền từ vùng biên ải đến kinh thành Thăng Long. Đây cũng là con đường giao lưu chính trị - kinh tế - văn hóa - xã hội giữa các triều đại phong kiến Việt Nam với các triều đại phong kiến Trung Quốc. Nơi đây cũng đã từng diễn ra nhiều trận đánh lịch sử để bảo vệ biên cương chống lại kẻ thù từ phương Bắc của nhiều thế hệ quân dân Việt Nam.
Theo nhiều tài liệu lịch sử, Lạng Sơn vốn đã trải qua thời kỳ là trấn lỵ, châu lỵ, phủ lỵ - là trung tâm của bộ máy hành chính từ thời phong kiến, từ thời nhà Hán, nhà Đường của Trung Quốc đô hộ, Việt Nam được chia thành 9 quận thì Lạng Sơn thuộc quận Giao Chỉ (châu Giao).
Thời nhà Đinh, vùng đất ở khu vực đình Pác Mòng, thành phố Lạng Sơn ngày nay từng là nơi Đinh Bộ Lĩnh tiến đến dẹp loạn.
Đến thời nhà Lý (thế kỷ 11), Lạng Sơn được gọi là châu Lạng, do dòng họ Thân (Thân Thừa Quý - vốn là phò mã nhà Lý) cai trị.
Đời nhà Trần (thế kỷ 13) gọi Lạng Sơn là Lạng châu lộ, năm Quang Thái thứ 10 đổi thành trấn Lạng Sơn và đặt lỵ sở ở khu vực xã Mai Pha, thành phố Lạng Sơn ngày nay và cho xây dựng Đoàn thành.
Đến thời nhà Lê (thế kỷ 15), để củng cố quân sự chống quân xâm lược nhà Minh. Lạng Sơn được bố trí nhiều cơ quan hành chính, kinh tế, quân sự gọi là vệ, cục, ty,... dưới quyền của Lạng Sơn Thừa chính tư.
Năm Hồng Đức thứ 26, Đoàn Thành Lạng Sơn tiếp tục được tu bổ, gia cố lại. Sách Dư Địa Chí của Nguyễn Nghiễm viết: "Xung quanh trấn thành đã hình thành nên rất nhiều "chợ" và "phố" như: phố Kỳ Lừa, phố Trường Thịnh, Đồng Đăng, thu hút thương nhân, lái buôn trong nước và người Trung Quốc đến buôn bán, trao đổi hàng hóa đông vui, tấp nập".
Đến triều nhà Nguyễn, Đoàn Thành Lạng Sơn một lần nữa được tu bổ vào năm Minh Mệnh thứ 15 (1835).
Năm 1925, thị xã Lạng Sơn được thành lập, và là tỉnh lỵ của tỉnh Lạng Sơn, chia làm hai khu vực tự nhiên, lấy sông Kỳ Cùng làm ranh giới, phía bờ nam gọi là "bên tỉnh", phía bờ bắc gọi là "bên Kỳ Lừa". Bên tỉnh là tập trung các cơ quan công sở hành chính của bộ máy chính quyền tỉnh. Bên Kỳ Lừa là nơi tập trung các phố chợ, diễn ra các hoạt động sinh hoạt, sản xuất, kinh doanh, buôn bán của người dân.
Trong những năm diễn ra cuộc kháng chiến chống Pháp, thị xã Lạng Sơn là nơi diễn ra các chiến dịch nổi tiếng như Thu đông (1947), chiến dịch Biên giới (1950).
Từ sau năm 1954, với vị trí địa đầu của đất nước, thị xã Lạng Sơn được coi như một "cảng nổi" - là đầu mối tiếp nhận, lưu trữ hàng hóa viện trợ của các nước xã hội Chủ nghĩa ủng hộ Việt Nam.
Năm 1979, cuộc chiến tranh biên giới phía bắc với Trung Quốc đã diễn ra ác liệt ở khu vực biên giới và tràn xuống gần cả khu vực thị xã Lạng Sơn, khiến thị xã đã bị thiệt hại nặng nề.
Ngày 27 tháng 12 năm 1975, hai tỉnh Cao Bằng và Lạng Sơn hợp nhất thành tỉnh Cao Lạng, thị xã Lạng Sơn là một đơn vị hành chính thuộc tỉnh Cao Lạng, gồm 4 phường: Chi Lăng, Hoàng Văn Thụ, Tam Thanh, Vĩnh Trại và xã Đông Kinh.
Ngày 30 tháng 8 năm 1977, chuyển 4 xã: Hoàng Đồng, Quảng Lạc, Mai Pha, Hợp Thành thuộc huyện Cao Lộc vào thị xã Lạng Sơn.
Ngày 29 tháng 12 năm 1978, tỉnh Cao Lạng tách thành 2 tỉnh Cao Bằng và Lạng Sơn như cũ, thị xã trở lại là tỉnh lị tỉnh Lạng Sơn.
Ngày 22 tháng 11 năm 1986, chuyển xã Hợp Thành về huyện Cao Lộc quản lý (trừ hợp tác xã Liên Thành sáp nhập vào xã Đông Kinh).
Ngày 29 tháng 8 năm 1994, chuyển xã Đông Kinh thành phường Đông Kinh.
Ngày 18 tháng 7 năm 2000, Bộ Xây dựng ban hành Quyết định số 997/QĐ-BXD công nhận thị xã Lạng Sơn là đô thị loại III trực thuộc tỉnh Lạng Sơn.
Ngày 17 tháng 10 năm 2002, Chính phủ ban hành Nghị định số 82/2002/NĐ-CP về việc nâng cấp thị xã Lạng Sơn thành thành phố Lạng Sơn. Thành phố Lạng Sơn có 5 phường và 3 xã.
Ngày 25 tháng 3 năm 2019, Thủ tướng Chính phủ ban hành Quyết định số 325/QĐ-TTg công nhận thành phố Lạng Sơn là đô thị loại II trực thuộc tỉnh Lạng Sơn.

## Hành chính
Thành phố Lạng Sơn có 8 đơn vị hành chính cấp xã trực thuộc, bao gồm 5 phường: Chi Lăng, Đông Kinh, Hoàng Văn Thụ, Tam Thanh, Vĩnh Trại và 3 xã: Hoàng Đồng, Mai Pha, Quảng Lạc.

## Kinh tế
Sau 18 năm, thành phố đã đạt được nhiều thành tựu quan trọng trong tất cả các lĩnh vực. Tốc độ tăng trưởng kinh tế của thành phố luôn duy trì ổn định với mức tăng bình quân hàng năm đạt từ 10 - 11%; thu nhập bình quân đầu người đạt 78,12 triệu đồng/năm. Tỷ lệ lao động phi nông nghiệp từ 85% lên 87%; diện tích đất xây dựng đô thị tăng từ 6,52km2 lên 10,87km2; lượng khách du lịch, tham gia các hoạt động xây dựng, thương mại, dịch vụ lưu trú tại thành phố tăng từ 174.000 lượt người/năm lên 4,9 triệu lượt người/năm.

### Tài nguyên thiên nhiên
- Tài nguyên đất: Tổng diện tích đất tự nhiên là 7.918,5 ha, trong đó đất sử dụng cho nông nghiệp là 1.240,56 ha, chiếm 15,66% diện tích đất tự nhiên. Diện tích đất lâm nghiệp đã sử dụng 1.803,7 ha, chiếm 22,78% diện tích đất tự nhiên. Diện tích đất chuyên dùng 631,37 ha, chiếm 7,9% diện tích đất tự nhiên.
- Tài nguyên nước: Thành phố Lạng Sơn có sông Kỳ Cùng chảy qua địa phận Thành phố dài 19 km, lưu lượng nước đo tại TP. Lạng Sơn nhiều năm cho kết quả: Qmax = 4.520 m³/s (26/8/2006); lưu lượng trung bình: Qtb = 30,6 m³/s; lưu lượng kiệt: Qk = 1,4 - 1,5 m³/s. Ngoài ra còn có suối Lao Ly chảy từ thị trấn Cao Lộc qua khu Kỳ Lừa ra sông Kỳ Cùng và suối Quảng Lạc dài 97 km, rộng 6 – 8 m. Trong vùng còn có một số hồ đập vừa và nhỏ như hồ Nà Tâm, hồ Thẩm Sỉnh, Bó Diêm, Lẩu Xá, Bá Chủng, Pò Luông.
- Tài nguyên khoáng sản: Khoáng sản ở Lạng Sơn chủ yếu là đá vôi, đất sét, cát, đá cuội, sỏi... Có 2 mỏ đá vôi chưa xác định được trữ lượng, nhưng chất lượng đá vôi có hàm lượng Cacbonac calci rất cao đủ điều kiện để sản xuất xi măng. Mỏ đất sét có trữ lượng trên 22 triệu tấn, dùng làm nguyên liệu sản xuất vật liệu xây dựng. Ngoài ra còn có một trữ lượng nhỏ vàng sa khoáng, kim loại đen (Mangan), bôxit...

## Y tế, giáo dục
Cùng với phát triển kinh tế, các lĩnh vực văn hóa - xã hội được chăm lo, phát triển. Hiện nay, thành phố có 91 cơ sở y tế công lập và ngoài công lập với hệ thống trang thiết bị, chất lượng phục vụ được nâng cao.
Từ năm 2000 đến nay, hệ thống giáo dục tăng từ 30 trường (4 trường cao đẳng, trung cấp và 26 trường học) lên 40 trường (4 trường cao đẳng, trung cấp và 36 trường học các cấp) với cơ sở vật chất, chất lượng cơ bản 100% đạt chuẩn; số lượng nhà văn hóa khối, thôn từ 4 nhà văn hóa, 59 điểm dịch vụ văn hóa lên 104 nhà văn hóa khối, thôn.

## Cơ sở hạ tầng

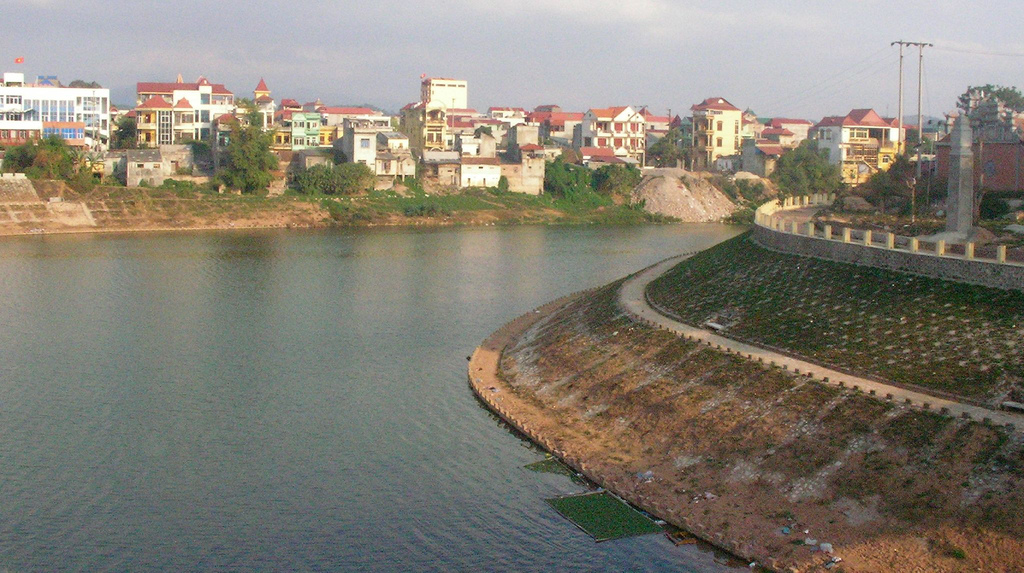
Một khu vực thành phố bên sông.

- Giao thông: Hệ thống giao thông trên địa bàn Thành phố khá hoàn chỉnh, có đường Quốc lộ 1, 4A, 4B, đường sắt liên vận quốc tế... chạy qua. Hiện nay, trên địa bàn Thành phố có khoảng 40 km đường quốc lộ với bề mặt rộng từ 10-20 m, 60 km đường tỉnh lộ với mặt đường rộng từ 5–11 m. Tuyến cao tốc Hà Nội - Hữu Nghị Quan (tức đường cao tốc Bắc Giang – Lạng Sơn) với 6 làn xe sẽ được xây dựng với tổng vốn đầu tư dự kiến 1,4 tỷ USD vào năm 2010. Việt Nam hợp tác với Trung Quốc xây dựng tuyến đường sắt liên vận quốc tế cho Hành lang kinh tế Nam Ninh - Lạng Sơn - Hà Nội - Hải Phòng - Quảng Ninh. Sẽ được đầu tư xây dựng cảng Phả Lại thành cảng đầu mối quan trọng trong tuyến đường thủy của hành lang. Hiện nay trên địa bàn thành phố đã và đang hình thành một số khu đô thị mới như khu đô thị Phú Lộc 4, khu đô thị Nam Hoàng Đồng I...
- Thủy lợi và cấp nước: Trên địa bàn Thành phố hiện có 8 hồ đập lớn nhỏ, với năng lực thiết kế 600 ha và 20 trạm bơm có khả năng tưới cho 300 ha; 10 giếng khoan với công suất 500-600 m³/h và 50 km đường ống phi 50-300 mm, cung cấp nước cho trên 8.000 hộ và hơn 300 cơ quan, trường học. Hiện nay, Thành phố có khoảng 8 km đường ống thoát nước và hơn 5 km đường mương thoát nước.
- Hệ thống điện: Hệ thống điện lưới quốc gia trên địa bàn Thành phố có khoảng 15 km đường dây cao thế 10 KV, 70 km đường dây 6 KV, 350 km đường dây 0,4 KV... trên 200 trạm biến áp các loại có dung lượng từ 30-5.600 KVA cung cấp cho hơn 15.00 điểm công tơ. Sản lượng điện thương phẩm trên địa bàn Thành phố ngày càng tăng từ 21 triệu KWh năm 1998 lên 25,8 triệu KWh năm 2002, bình quân hàng năm tăng 5,3%, các trục đường chính, các ngã ba, ngã tư đều đã được trang bị hệ thống đèn báo hiệu.
- Mạng lưới thông tin - liên lạc: Năm 1997 lắp đặt và đưa vào sử dụng hệ thống truyền dẫn vi ba số từ trung tâm Thành phố đến 11 huyện, các cửa khẩu. Tổng các kênh vi ba số nội Tỉnh là 400 kênh, dung lượng tổng đài TDX - 1B 8.000 số. Hiện nay trên địa bàn Thành phố có 15.000 máy thuê bao và hàng nghìn máy di động,...

## Danh nhân
Trong những năm trước cách mạng tháng Tám, Thị xã Lạng Sơn là địa bàn hoạt động chính của nhà cách mạng Hoàng Văn Thụ. Ông là người đã dấy lên phong trào yêu nước Lạng Sơn. Hiện nay trên địa bàn Thành phố còn có khu nhà lưu niệm Hoàng Văn Thụ tại số 8, phố Chính Cai, Kỳ Lừa - đây cũng là nơi ông đã sinh sống, học tập và hoạt động cách mạng trong những năm 20, 30 của thế kỷ trước và khu công viên tượng đài kỷ niệm Hoàng Văn Thụ ở phường Chi Lăng.

## Thành phố kết nghĩa
- Thành phố Buôn Ma Thuột, tỉnh Đắk Lắk

## Hình ảnh

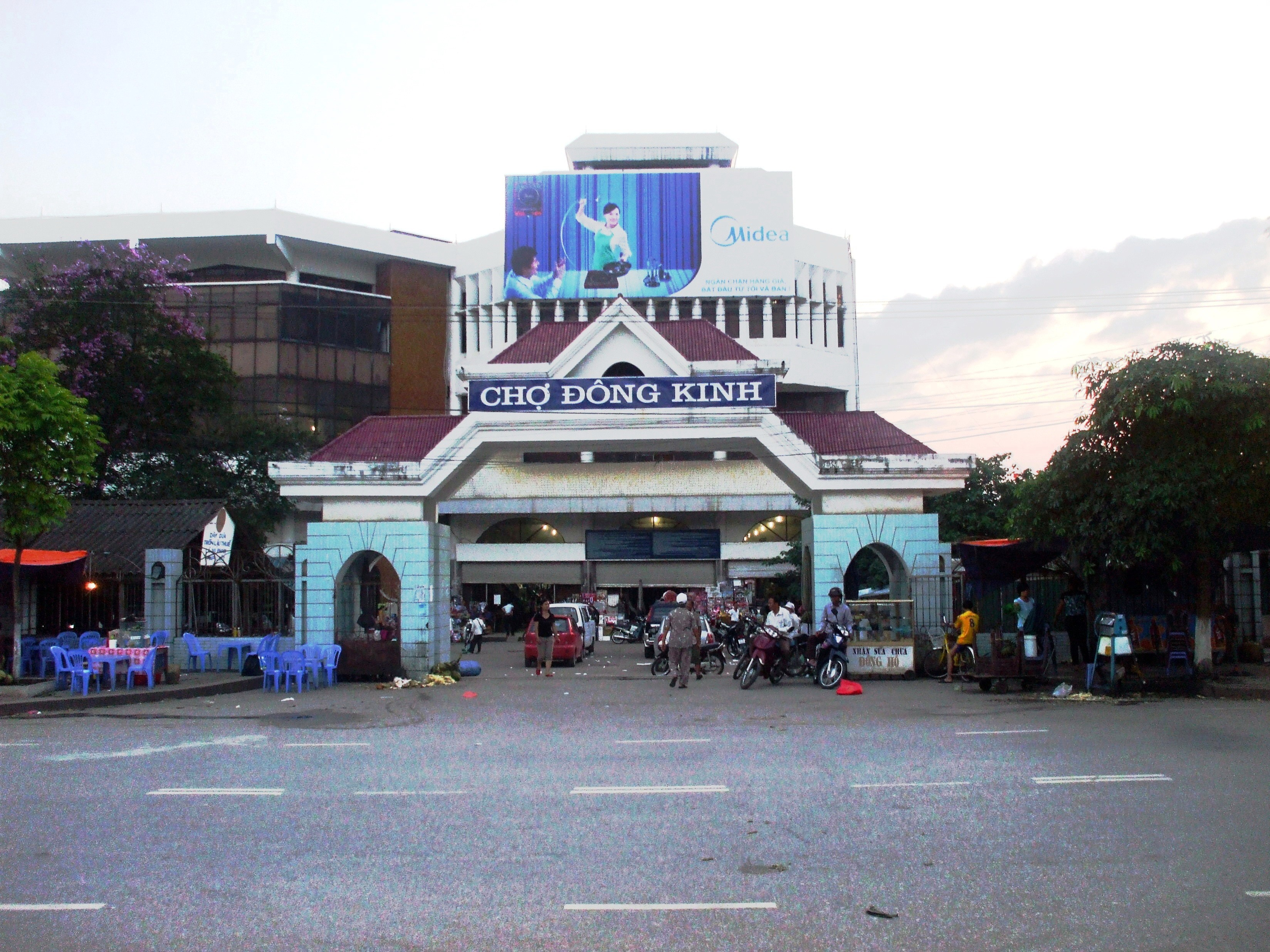
Chợ Đông Kinh của thành phố Lạng Sơn.
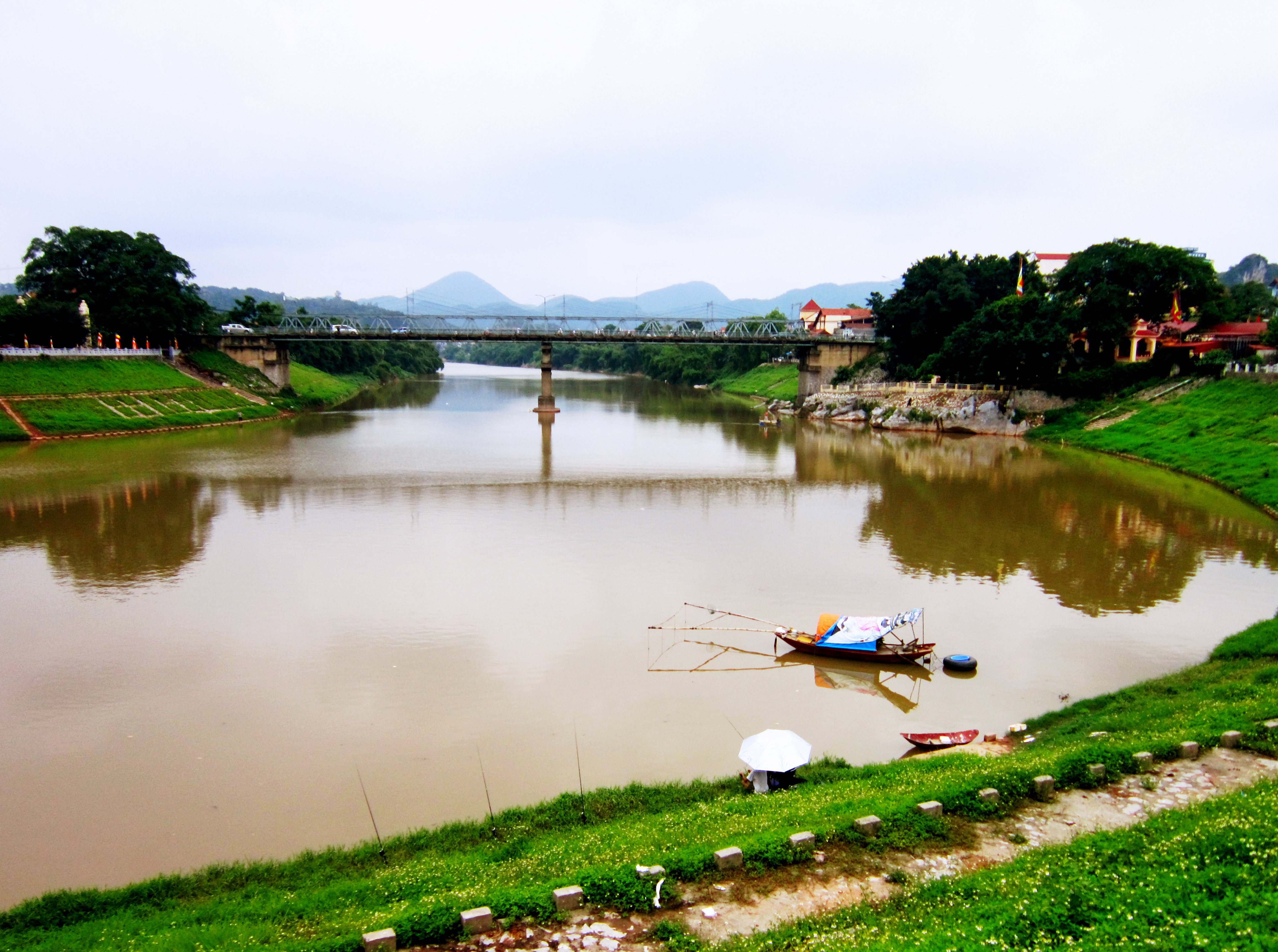
Cầu Kỳ Lừa bắc qua sông Kỳ Cùng
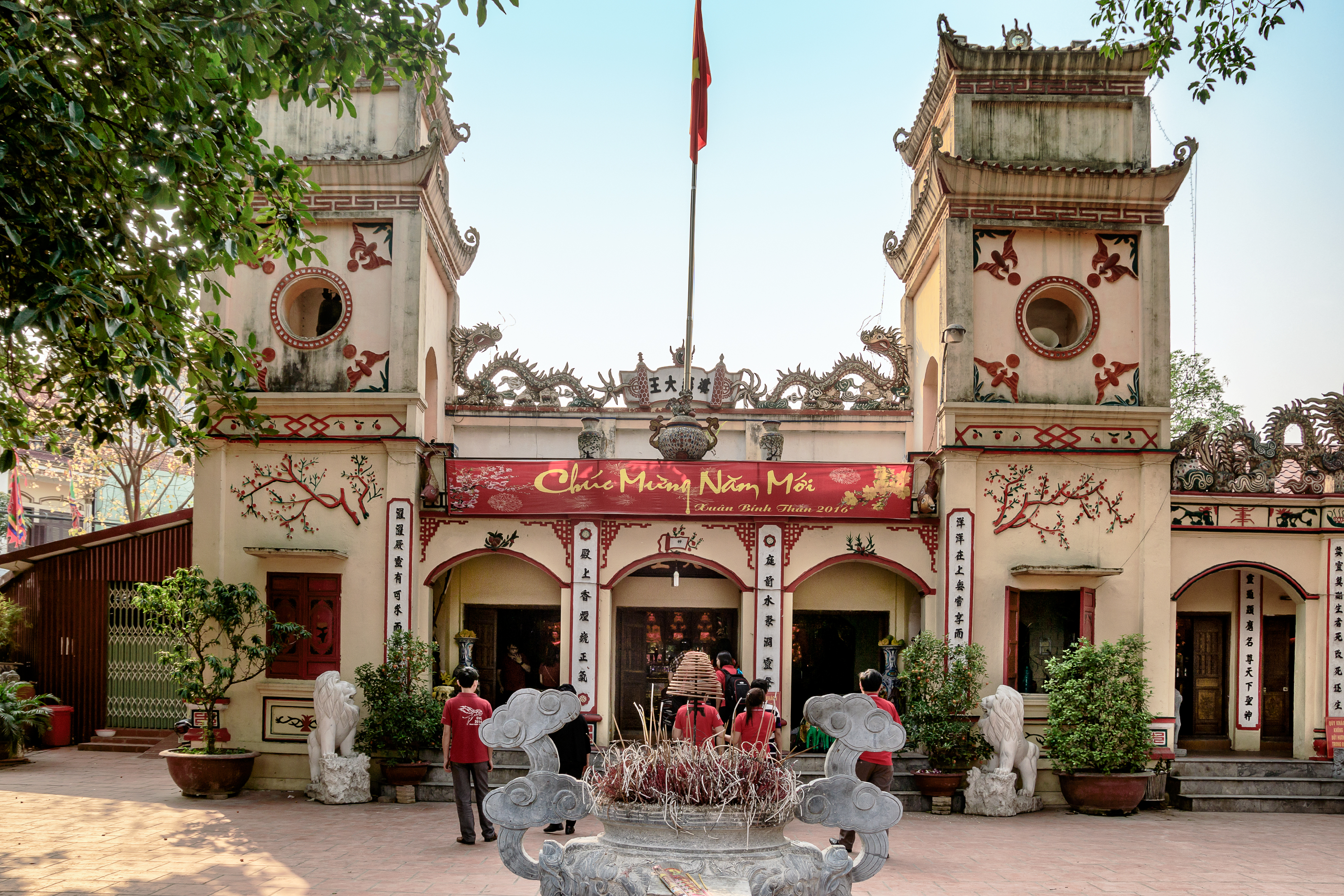
Đền Kỳ Cùng (còn có tên là đền Quan Lớn Tuần Tranh)
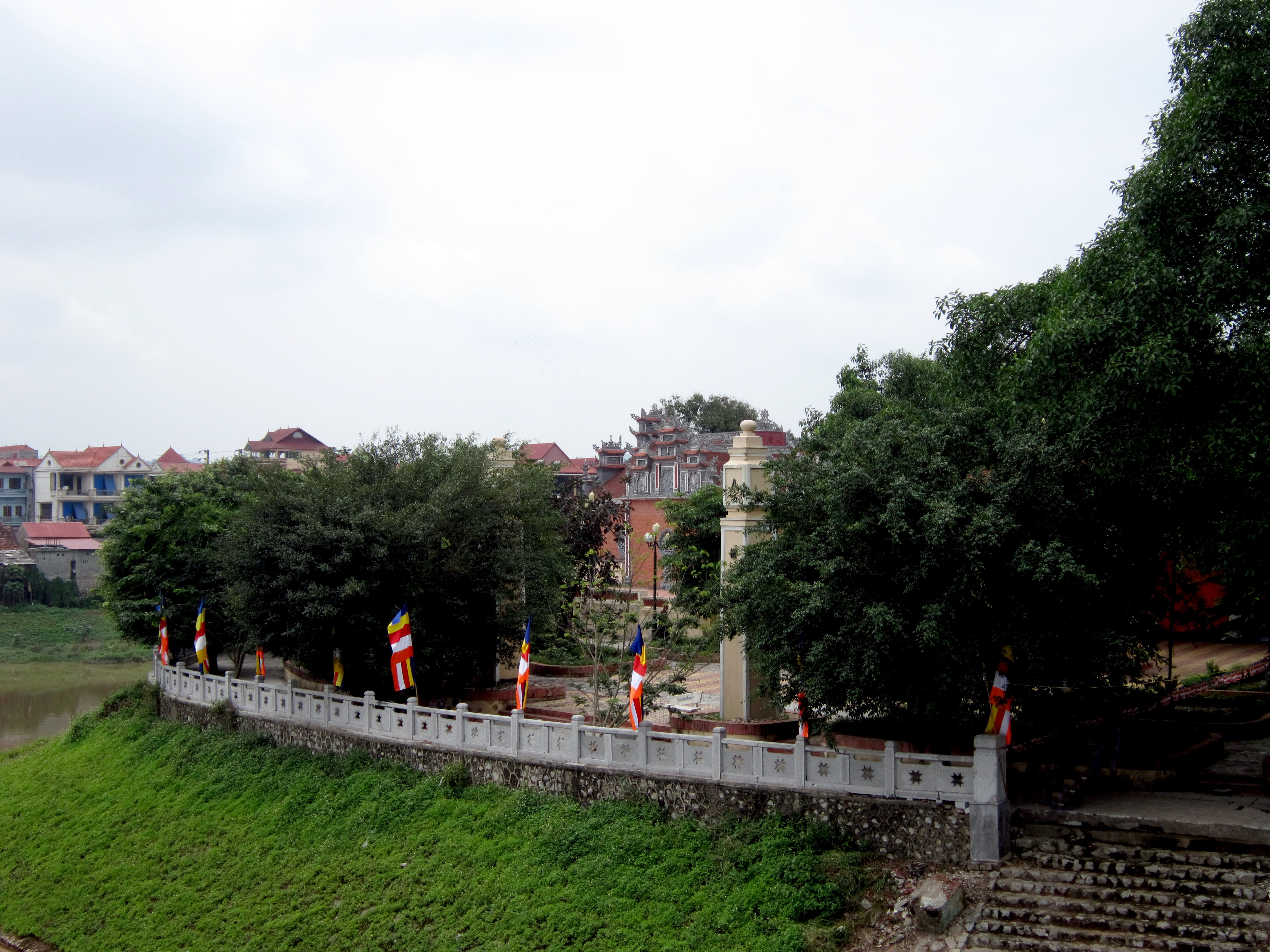
Bến đá Kỳ Cùng
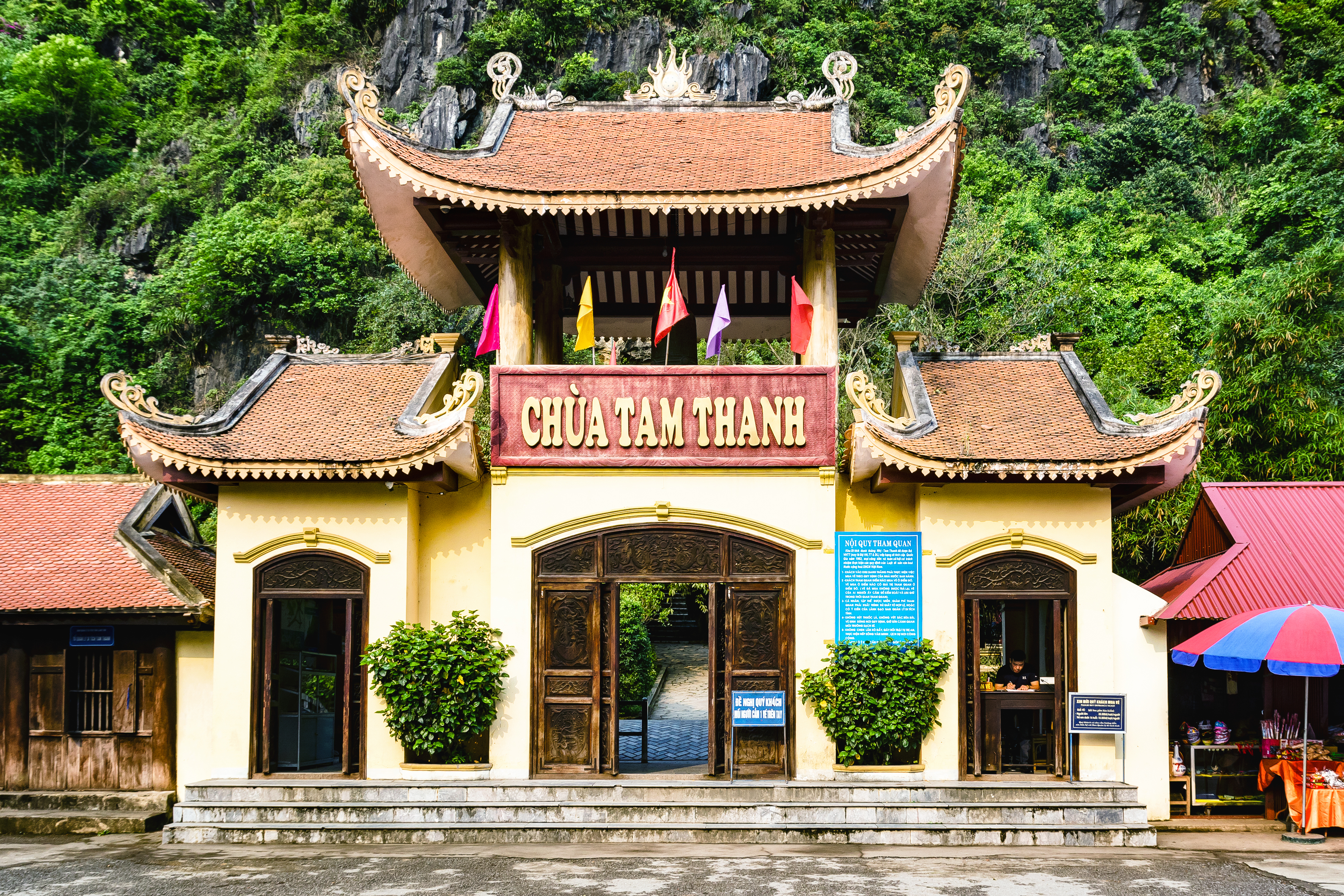
Chùa Tam Thanh
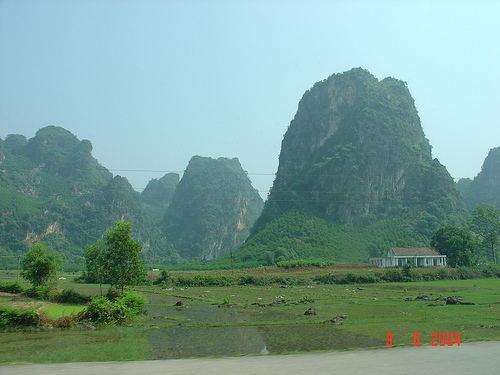
Khu vực đồi núi.
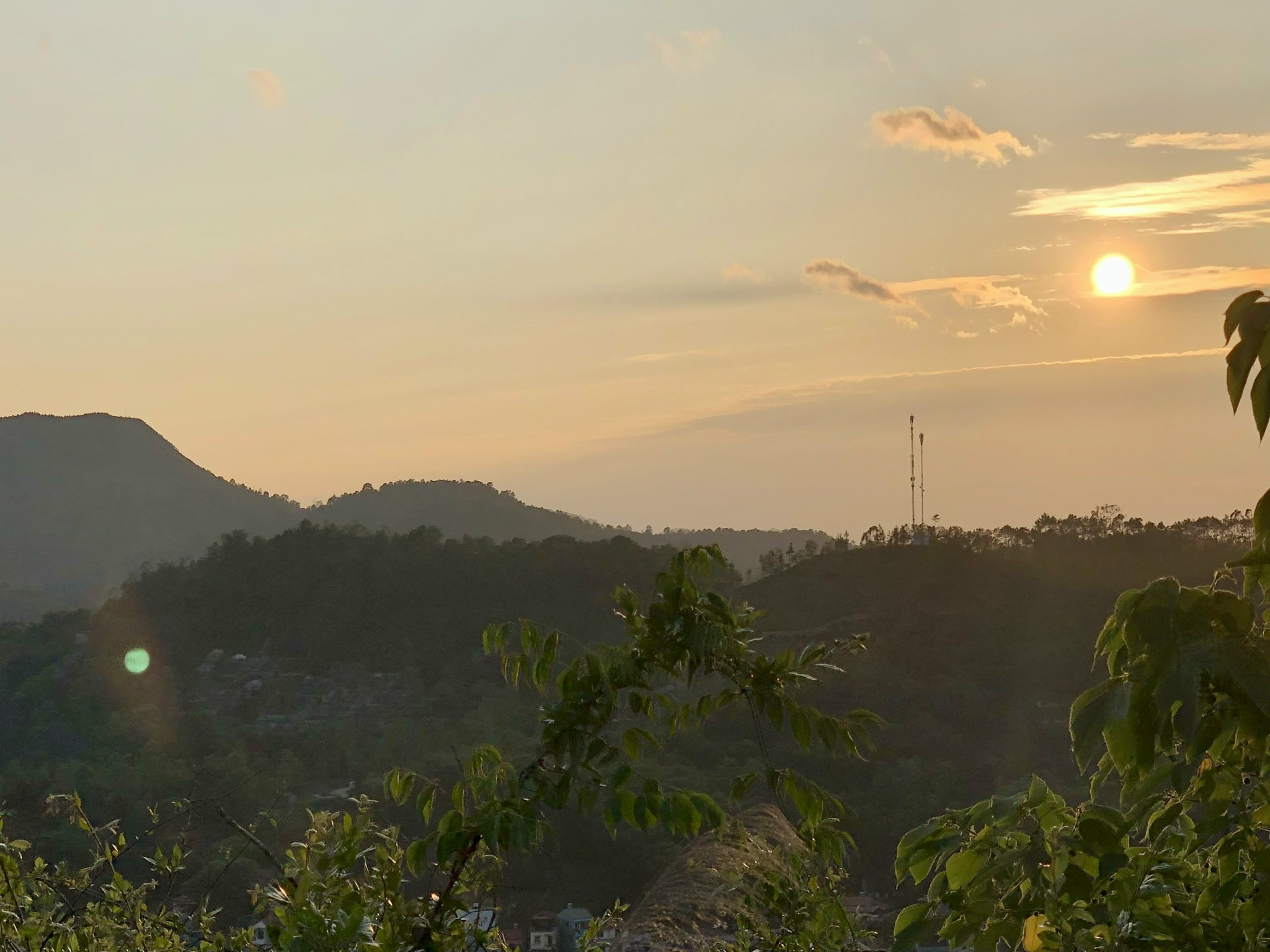
Đồi núi Lạng Sơn nhìn từ thành nhà Mạc.